# みぶりてれび
『みぶりてれび』は、テレビ神奈川で放送されていた子供番組。2013年4月1日から2014年3月28日まで放送された。

## 概要
月曜日から金曜日までの朝に放送されていた。

### コーナー

#### みぶりてぶり
振付師の南流石の動きに合わせてダンスをするコーナー。

#### みぶりてあて
整骨院院長である峯村ちえいが、体の構造について解説するコーナー。

#### カモン!カナガワン
テレビ神奈川の開局40周年を記念して作成されたダンス「カモン!カナガワン」を踊るコーナー。このダンスは南流石が振り付けを担当している。

#### HoloHolo
HoloHolo（ハワイ語：散歩）というタイトルで、散歩の動作を入れた振付の踊りや歌をするコーナー。

## 衣装問題
2014年1月6日から1月10日までの5日間の放送において、南流石が子供達と一緒にダンスを踊る際に着用していた衣装に性的な英単語が書かれていたことがインターネット上で話題になった。テレビ神奈川は1月13日に演出上不適切な演出があったとして番組ホームページ上で謝罪文を公表した。南流石も自身のホームページ上に謝罪文を掲載し、意図的なものではなく英文表記に対する知識と認識が全くなかったことに原因があったとしている。この騒動は一部海外メディアでも報道された。

## 放送時間
| 放送対象地域 | 放送局             | 放送曜日と時間          | 系列   | 放送期間                     | 備考   |
| ------------ | ------------------ | ----------------------- | ------ | ---------------------------- | ------ |
| 神奈川県     | テレビ神奈川 (tvk) | 月 - 金曜 06:45 - 07:00 | 独立局 | 2013年4月1日 - 2014年3月28日 | 本放送 |
| 神奈川県     | テレビ神奈川 (tvk) | 月 - 木曜 18:15 - 18:30 | 独立局 | 2013年4月1日 - 2014年3月28日 | 再放送 |

## 関連番組
- 脳育ダンスバラエティ オドルポリタン （TOKYO MX）- 2019年5月13日開始の子供向け番組で、南がメインで出演している。